# Principe Sayyid Mahmud Agha
El príncipe Sayyid Mahmud Agha (fallecido en 1882) fue un jurista, príncipe mogol, estadista afgano y oligarca angloindio. Era descendiente de Mahoma en la línea del primer Hazrat Ishaan y sirvió como el noveno Hazrat Ishaan de la Naqshbandiyya.

## Ascendencia
El príncipe es, por parte de su madre, un descendiente de octava generación de Hazrat Ishaan y en su línea está relacionado con sus antepasados Abdulqadir Gilani y Hasan al Askari. A través de su madre, también se le otorga la realeza imperial mogol, ya que su madre también era descendiente del emperador mogol Aurangzeb.
Su padre era un príncipe tribal en jefe (Amir Kabir) de los Sayyids de Afganistán como descendiente influyente del Imam Husáin ibn Ali.

## Biografía

### El "Rastakhiz"
Junto con su hermano Sayyid Mir Jan, revivió la cultura naqshbandiana de Hazrat Ishaan, después de haber sido casi olvidada debido al trágico martirio de su bisabuelo Hazrat Ishaan V, el príncipe mogol Sayyid Kamaludeen. Esta fase del renacimiento de la cultura Naqshbandian es reconocida por el término persa "Rastakhiz", que significa "renacimiento" o "resurgimiento".

### Contribución
Las fuentes mencionan ocasiones en las que ayudó a sus seguidores en asuntos espirituales, sociales y financieros. El príncipe era conocido como un Oligrach fuerte con una estructura de inteligencia significativa. Usó su estructura de inteligencia en particular para salvar a las víctimas. Una ocasión popular fue el rescate de los hijos de sus seguidores de criminales secuestradores, quienes abusaban de ellos a causa del trabajo infantil.

### Cultivando la cultura de Hazrat Ishaan
Sayyid Mahmud Agha fue muy respetado y bienvenido por sus seguidores cuando los visitó en Amritsar, Lahore, Cachemira y también en Constantinopla. Dio conferencias y enseñó la ley islámica y la espiritualidad. Él y su hermano predicaron el legado de su antepasado Hazrat Ishaan. Como representante de la familia de Hazrat Ishaan, también cultivó la cultura de su antepasado Hazrat Ishaan y escribió poemas que son ampliamente conocidos entre los seguidores de Hazrat Ishaan hasta el día de hoy. Una de sus obras literarias especiales es la modificación del himno heredado de Hazrat Ishaan.

### Naqshbandi Sunni Islam Himno modificado
El himno modificado está en persa, la lengua materna de Hazrat Ishaan y sus descendientes:
رو در صف دوستان ما باش و مترس Apoya a nuestros amigos y no tengas miedo
خاک راه آستان ما باش و مترس Sean polvo en el camino de nuestra heredad y no tengan miedo
گر جمله جهان قصد اوجود تو کند Incluso cuando todo el mundo está contra ti
دل فارغ دار از آن ما باش و مترس Ten un corazón puro y quédate con nosotros y no tengas miedo
ما در کشانتان هستیم در کوه و دره En las montañas y en los valles te guardamos
انجا که شیر و پلنگ و هشدار گذرد Donde leones, tigres y hienas están cerca
پیران قوی دارم و مردان سره Tengo a mi lado fuertes e ilustres santos
هر کس که به ما کج نگرد جان نبره El que nos mira no tendrá vida
رو در صف دوستان ما باش و مترس Apoya a nuestros amigos y no tengas miedo
خاک راه آستا ما باش و مترس Sean polvo en el camino de nuestra heredad y no tengan miedo

## Veneración

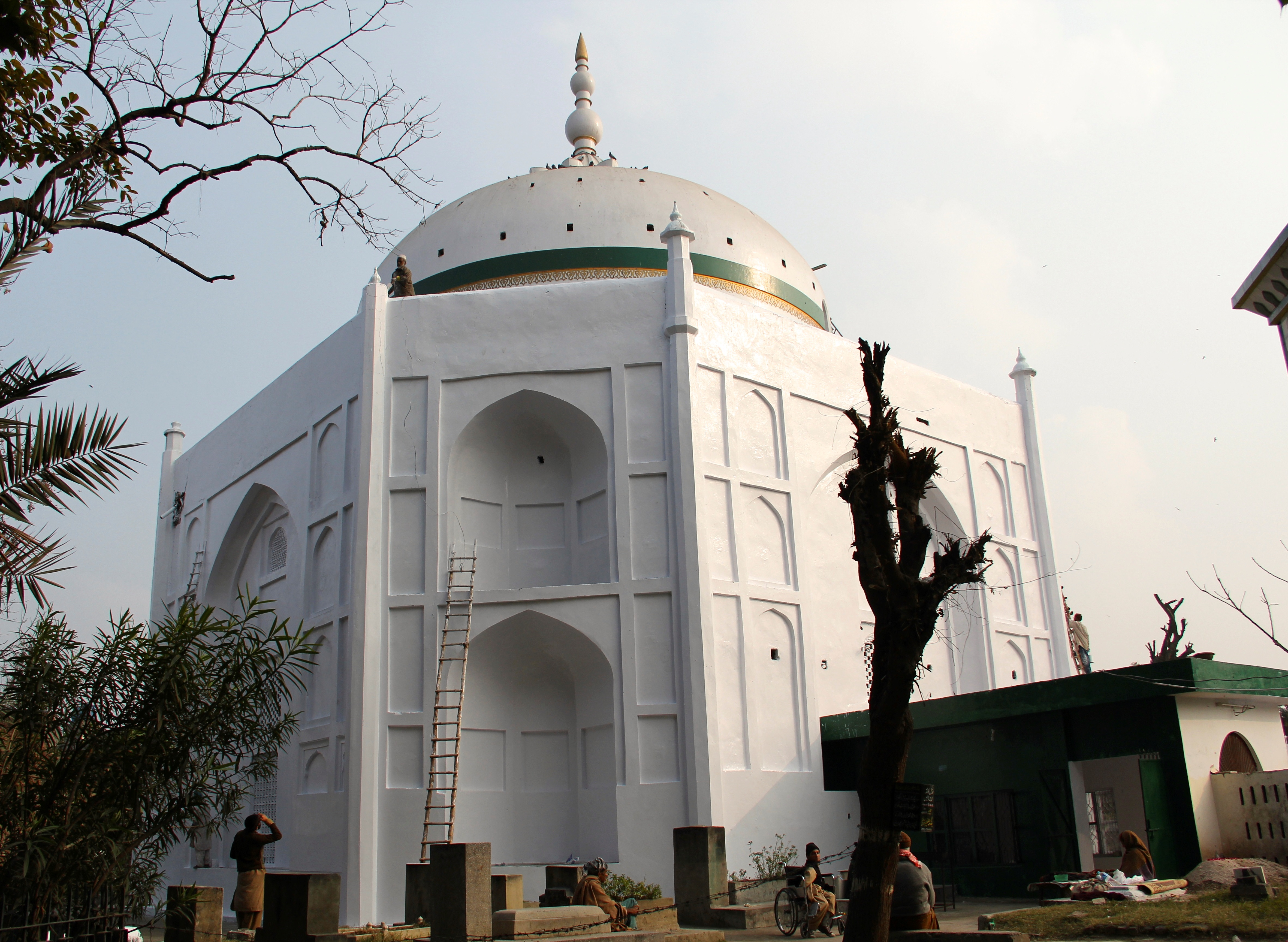
mausoleo del príncipe

Sayyid Mahmud Agha era una persona de mente muy abierta que atraía a personas de diferentes religiones. Los miembros de los principales grupos religiosos de Lahore le atribuyeron poderes y atributos divinos, lo que eventualmente le permitió convertir a sus seguidores no musulmanes al Islam.

### Legado
El Príncipe murió en Lahore cuando era un joven de unos veinte años y está enterrado a la izquierda de la futura tumba de Sayyid Mir Jan. En su mausoleo en Begampura, Lahore. En el momento de su muerte, hubo un violento enfrentamiento entre sus seguidores de varias religiones, quienes le atribuían la santidad de su propia religión. Entre sus seguidores musulmanes había sunitas y chiitas, mientras que sus seguidores hindúes en Lahore incluso le atribuían la rango de reencarnación de Krishna. Además, los sijs contemporáneos de Lahore lo consideraban un gurú, aunque Sayyid Mahmud Agha no era ni hindú ni sij, conservando sus valores como musulmán conservador. Finalmente, su hermano mayor Sayyid Mir Jan medió y calmó a la multitud, decidiendo enterrar él de una manera islámica en el mausoleo de Hazrat Ishaan, convirtiendo pacífica y apasionadamente a los fieles no musulmanes al Islam. El aniversario de su muerte se celebra con breves oraciones llamadas Zikr. Sus seguidores lo llaman "Nooron ala Noor" o "el manifiesto de la luz del profeta Mahoma". él es el gran tío abuelo y predecesor del príncipe Sayyid Raphael Dakik.

## La "Rábita"
Es conocido por su lealtad a su hermano mayor y maestro Sayyid Mir Jan. Esto es ampliamente reconocido como el concepto de Rabita en el Islam sunita Naqshbandian, que es dedicación, siguiendo al maestro de uno. Sayyid Mahmud Agha se toma dogmáticamente como un ejemplo de "Rabita". Supuestamente se parecía a Muhammad y Ali.